# Железная дорога Таллин — Нарва
Железная дорога Таллин — Нарва — участок железной дороги в северной Эстонии, протяженностью 211 км. Была построена в 1870 году как часть Балтийской железной дороги. Дорога связывает Таллин с Россией и соседними портами, что обеспечивает бо́льшую часть нагрузки.

## Пассажирские перевозки
По железной дороге Таллин — Нарва проходят линии рейсовых поездов Таллин — Нарва, Таллин — Москва и Таллин — Раквере. До Тапа по железной дороге проходит линия Таллин — Тарту.

## Остановки
- Таллин
- Китсекюла
- Юлемисте
- Вессе
- Кулли
- Арукюла
- Раазику
- Парила
- Кехра
- Лахингувялья
- Мустйыэ
- Аэгвийду
- Нелиярве
- Янеда
- Патика (поезда не останавливаются)
- Лехтсе
- Тапа
- Удрику (поезда не останавливаются)
- Кадрина
- Хулья (поезда не останавливаются)
- Раквере
- Ваэкюла (поезда не останавливаются)
- Кабала
- Сонда
- Кивиыли
- Кюттейыу (поезда не останавливаются)
- Пюсси
- Кохтла-Нымме
- Кохтла (поезда не останавливаются)
- Сомпа (поезда не останавливаются)
- Йыхви
- Тойла (поезда не останавливаются)
- Ору
- Вайвара
- Аувере (поезда не останавливаются)
- Солдина (поезда не останавливаются)
- Нарва